# Konung Ludviks bröllopsskrift i Frankrike
Konung Ludviks bröllopsskrift i Frankrike är en liten obscen dikt av Georg Stiernhielm (1598-1672). Bakgrunden till dikten var ett giftermål mellan Frankrikes Ludvig XIV och Maria Teresa av Spanien 1660, vilket avsåg att säkra freden mellan länderna. Dikten består av tolv fyrtaktiga och parvis rimmade versrader. Vi får bland annat läsa att Vore kungar utan ballar skötes än av våra vallar. Andra obscena ord som används är mus (i betydelsen vagina), kuk, fitta och knulla. Den publicerades aldrig under Stiernhielms livstid.